# Инвокация (Секретные материалы)
«Инвокация» (англ. «Invocation») — 5-й эпизод 8-го сезона сериала «Секретные материалы». Премьера состоялась 3 декабря 2000 года на телеканале FOX. Эпизод принадлежит к типу «монстр недели» и не связан с основной «мифологией сериала», заданной в первой серии.
Режиссёр — Ричард Комптон, автор сценария — Дэвид Аманн, приглашённые звёзды — Эрих Андерсон, Родни Истман, Мэгги Бэрд, Барри Каллисон, Ким Грейст, Колтон Джеймс, Кайл и Райан Пепи и Шейла Шоу.
В США серия получила рейтинг домохозяйств Нильсена, равный 8,2, который означает, что в день выхода серию посмотрели 13,9 миллионов человек.
Главные герои серии — Дана Скалли (Джиллиан Андерсон) и её новый напарник Джон Доггетт (Роберт Патрик), агенты ФБР, расследующие сложно поддающиеся научному объяснению преступления, называемые «Секретными материалами».

## Сюжет
В 1990 году на детской площадке пропадает семилетний Билли Андервуд. Через десять лет в школе, где учится второй сын миссис Андервуд, Джош, появляется Билли. Он находится в том же семилетнем возрасте. Агенты Скалли и Доггетт приступают к расследованию.